# Upton Park FC

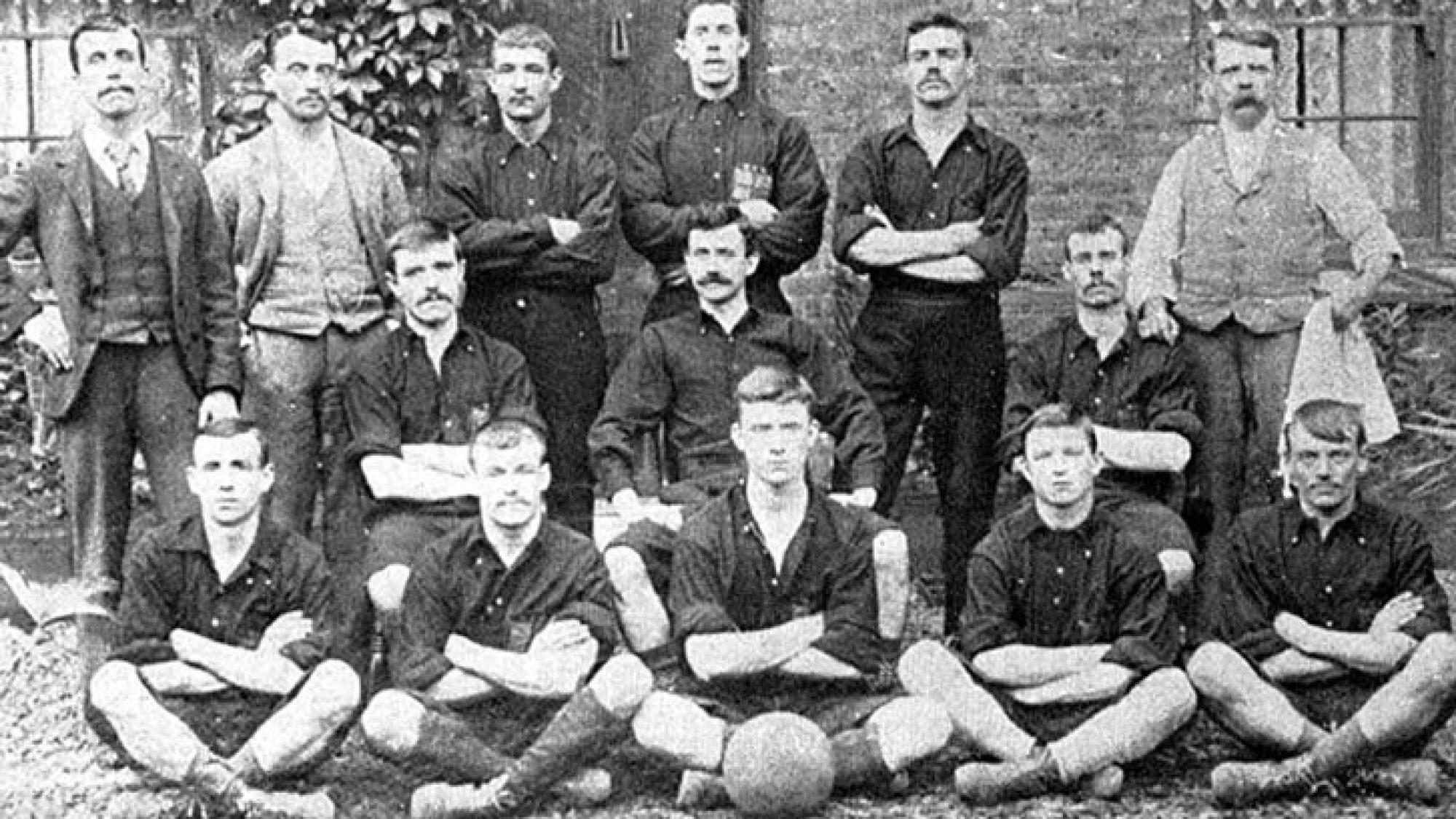
Mannschaft des Upton Park FC (1900).

Der Upton Park Football Club war ein englischer Amateur-Fußballverein aus dem Londoner Stadtviertel Upton Park im Bezirk Newham. Der Fußballverein hatte von Mitte des 19. Jahrhunderts bis zu Beginn des 20. Jahrhunderts Bestand. Hauptsächlich bekannt wurde der Klub durch seine Teilnahme am ersten FA Cup 1871/72 und den Sieg beim olympischen Demonstrationsturnier 1900 in Paris. Seine Spiele trug Upton Park im West Ham Park aus.

## Geschichte
Der 1866 gegründete Verein nahm im Jahre 1871 als eines von 15 Teams an der ersten Ausgabe des FA Cup teil, scheiterte jedoch bereits in der ersten Runde. Der Gewinn des FA Cups war den Londonern nicht vergönnt, bis 1884 gelang viermal der Einzug ins Viertelfinale. Den London Senior Cup, ein Pokalwettbewerb für Mannschaften aus London gewann der Klub jedoch bei dessen Premiere im Jahre 1882. Die Mitglieder von Upton Park waren überzeugte Amateursportler und lösten dennoch 1884 unbeabsichtigt die Legalisierung des Berufssportlertums aus. Nach einem Unentschieden im FA Cup, in dessen Anschluss der Gegner Preston North End seinen Spieler Prämien zahlte, legte Upton Park Einspruch ein und bekam von der Football Association Recht. Preston wurde disqualifiziert und Upton Park rückte in die nächste Runde vor. Durch den Einspruch wurde die FA allerdings mit der Thematik unmittelbar konfrontiert und erlaubte in der folgenden Spielzeit Prämienzahlung, auch unter dem Druck, eine Abspaltung einiger Vereine zu vermeiden. 
1887 wurde der Verein erstmals aufgelöst, aber bereits vier Jahre später neu gegründet. 1900 nahm Upton Park als Repräsentant Großbritanniens an den Olympischen Spielen teil. Das Team besiegte Club Français Paris mit 4:0 und wurde nachträglich vom IOC dafür mit einer Goldmedaille ausgezeichnet. Während der Olympischen Spiele war Fußball lediglich Demonstrationssportart. 
Trotz der Namensgleichheit mit dem Upton Park, dem Stadion von West Ham United (das damals noch Thames Ironworks hieß), gibt es keine direkte Verbindung zum Stadion. Upton Park FC spielte niemals im Upton Park, sondern trug seine Partien im einige Straßen entfernten West Ham Park aus. 
1911 löste sich der Verein endgültig auf.

## Berühmte Spieler
Der Verein brachte drei englische Nationalspieler hervor. Neben dem zusätzlich als Schiedsrichter agierenden Segar Bastard standen mit Clement Mitchell und Conrad Warner zwei weitere Internationale in den Reihen der Ostlondoner. Auch der spätere Sekretär der FA, Charles William Alcock, soll für Upton Park aktiv gewesen sein, ebenso wie Charlie Dove, einer der ersten Stars von Thames Ironworks.

## Sonstiges
Seit 1907 wird zwischen den Kanalinseln Guernsey und Jersey die Upton Park Trophy ausgespielt. Dabei treten die Meister der beiden Inseln gegeneinander an. Der Pokal wurde 1906 vom Upton Park FC für die zehnte jährliche Ostertour auf den Inseln gestiftet.